# Pierre du Bois d'Avaugour
Pierre du Bois d'Avaugour (ou Pierre Dubois Davaugour), né en Bretagne à une date inconnue et mort le 24 juillet à Zrin, fut gouverneur de la Nouvelle-France de 1661 à 1663.

## Biographie
Pierre Dubois d'Avaugour est issu d'une famille de la noblesse de Bretagne.

### Carrière militaire
Il a exercé de nombreux commandements pendant environ quarante ans dans l'armée. Il servit comme colonel de cavalerie en Allemagne pendant la Guerre de Trente Ans. En 1646, il était officier de liaison sous les ordres de Turenne. Agent de Louis XIII, il fit partie de l'armée des Flandres pour surveiller l'application des Traités de Westphalie. En 1658, il fut envoyé en Suède en mission diplomatique.

### Gouverneur de la Nouvelle-France

#### Son arrivée
En 1661, il est nommé gouverneur de la Nouvelle-France pour trois ans. Il sera le dernier des gouverneurs de la Compagnie des Cent-Associés.
Arrivant en 1661, il refuse de participer aux cérémonies organisées par les habitants de la colonie et se rend rapidement à Montréal pour dresser un état des lieux. Il rédige un rapport dans lequel il décrit la situation de la colonie :
- richesse du pays,
- problèmes dus aux attaques des Iroquois,
- manque de moyens humains, et surtout de soldats.

Il envoie alors en France Pierre Boucher, gouverneur de Trois-Rivières, qui reviendra avec cent soldats fournis par le roi et une centaine de colons réunis à ses frais.

#### Le problème de la traite de l'eau de vie
Certains colons fournissaient de l'eau-de-vie aux Indiens en échange de peaux d'animaux. Mais les Indiens s'enivraient et commettaient alors les pires forfaits, au point que le clergé menaçait d'excommunication ceux qui vendaient de l'eau-de-vie aux Indiens.
Dans un premier temps, Pierre Dubois d'Avaugour fait appliquer fermement la prohibition de l'alcool. Mais face à une demande d'exception en janvier 1662 et ne supportant pas que l'on puisse déroger à une loi, il lève l'interdiction. Cette décision entraînera de grands désordres et provoquera un conflit avec le clergé et le gouverneur de Montréal, lesquels interdisaient toujours la vente d'alcool.

#### Rappel prématuré en France
L'évêque de Québec, Monseigneur de Laval, embarque alors pour la France pour se plaindre au roi.
En réponse à Monseigneur de Laval, Louis XIV et Colbert décident :
- de placer la Nouvelle-France sous l'autorité directe de la Couronne sans l'intermédiaire de la Compagnie des Cent-Associés,
- de remplacer immédiatement Pierre Dubois d'Avaugour par un nouveau gouverneur.

Entre-temps, Pierre Dubois d'Avaugour avait rédigé un mémoire demandant des renforts militaires et la réalisation d'importantes fortifications. Il apprit avec amertume sa destitution le 5 juillet 1663 et s'embarqua pour la France le 23 juillet sans attendre son successeur.

### Campagne contre les Turcs
Après un bref passage à la cour de Louis XIV, Pierre Dubois d'Avaugour s'engage dans l'armée de l'électeur de Mayence envoyée en Autriche pour participer au conflit contre les turcs.
Il est tué au combat le 24 juillet 1664 en défendant la forteresse de Zrin.